# Friherrs
Friherrs (finska: Vapaala) är en stadsdel i Vanda stad i landskapet Nyland. Stadsdelen domineras av småhus och har cirka 4 000 invånare. Den ligger öster om Vichtisvägen. Vid Råtorpsvägen finns ett område med höghus som heter Råtorp (finska Rajatorppa). 

## Historia
Friherrs är ett av Vanda stads äldsta egnahemshusområde och började byggas på 1930-talet då medelklassen från Helsingfors flyttade längre ut på landet i dåvarande Helsinge kommun. De första invånarna flyttade in år 1936 och området fick snabbt en villastadskaraktär med egna butiker och FBK som grundades 1938. Då flera barnfamiljer bodde på området ville man grunda en egen skola, men på grund av andra världskriget dröjde planerna och den egna skolan öppnade först år 1948, idag känd som Ilpola skola. 

## Friherrs idag
Dagens Friherrs liknar mycket det gamla villaområdet, trots att byggnadsbeståndet förnyats och förtätats. Det gamla Friherrs som ligger högre uppe i terrängen skiljer sig från det nyare egnahemshusområdet nere på åkrarna. Friherrs ligger på promenadavstånd från Myrbacka, med köpcentret Myyrmanni och friluftsområdena i Petikko. 